# Косьмідри (Вармінсько-Мазурське воєводство)
Косьмідри (пол. Kośmidry, нім. Kosmeden) — село в Польщі, у гміні Ґолдап Ґолдапського повіту Вармінсько-Мазурського воєводства.
Населення — 369 осіб (2011).
У 1975-1998 роках село належало до Сувальського воєводства.

## Демографія
Демографічна структура станом на 31 березня 2011 року:
|          | Загалом | Допрацездатний вік | Працездатний вік | Постпрацездатний вік |
| -------- | ------- | ------------------ | ---------------- | -------------------- |
| Чоловіки | 190     | 35                 | 145              | 10                   |
| Жінки    | 179     | 43                 | 112              | 24                   |
| Разом    | 369     | 78                 | 257              | 34                   |